# История на Англия
Историята на Англия започва през праисторията. Тогава там са изградени мегалитни монументи като Стоунхендж. Продължава през периода на римско владичество от нашествието на Юлий Цезар през 54 – 55 година пр.н.е. (или започването на римската инвазия през 43) до 410, когато римляните напускат английските земи. След това до 495 настъпва криза, която се преодолява при нашествието на англосаксонците в края на 5 век и началото на 6 век. Към това време се отнася управлението на легендарния крал Артур. Следва периода на англосаксонските кралства – т.нар. хептархия, обединили се през 10 век. През 1066 норманите нахлуват в Англия, разбиват местните при Хейстингс, и поставят началото на англонорманския период. През 1154 Плантагенетската династия измества норманските управници и започва епохата на английските династии. През 1337 започва т.нар. Стогодишна война, за освобождаване на английските територии във Франция. След като извоюват тотални победи при Креси и Поатие, англичаните губят при Формини и така започва поредица от загуби, прекъсната единствено от битката при Азенкур, в която победата е за Англия. След края на династията Стюарт, управлявала векове наред Шотландия и поела управлението над Англия между 1603 и 1642, през 1649, се създава Английската република, съществувала между 1649 и 1653 и отново между 1659 и 1660. Между 1653 и 1659 в Англия е установен протекторат начело с лорд-протектор. За целия период на протектората има двама лорд-протектори – Оливър Кромуел (1653 – 1658) и Ричард Кромуел (1658 – 1659). Не след дълго монархията е възстановена с Реставрацията през 1660 г. В началото на 18 век Англия окончателно завладява Шотландия и заедно с присъединения през 16 век Уелс се превръща в кралство Великобритания, която след това с присъединяването на Ирландия прераства в Обединено кралство Великобритания и Ирландия. Обединеното кралство съществува и до днес като Обединено кралство Великобритания и Северна Ирландия, като изменението в името се дължи на откъсването на Ирландската република в началото на 20 век.

## Праисторическа Британия
Археологията свидетелства, че Южна Британия е била колонизирана от хората преди другите британски острови поради по-здравословния климат между и през ледниковите епохи.
Първото писмено свидетелство за тези земи е ръкописа Massaliote Periplus, написан от търговци-моряци около 6 век пр.н.е. Но културните и търговски връзки на Британия с Европа съществували хилядолетия преди това. Питей описва своето търговско пътешествие до острова през 325 г. пр.н.е.
Свидетелства съществуват и в творби на по-късни писатели, като Плиний Стари и Диодор Сицилийски, които наблягат на темата за търговията на калай в Южна Британия, но почти не дават сведения за местното население.

## Римска Британия
Юлий Цезар нахлува в Британия през 55 – 54 г. пр.н.е. и написва Записки за галската война, където споменава, че населението на Южна Британия е много голямо и има връзки с белгите от Ниските земи.

## Кралство Англия

### Англосаксонска Англия
Англосаксонските кралства са формирани след като на различни места по английските брегове акостират групи от три до пет кораба с нашественици, влизат в битка с местното след-римско население на острова и го завладяват. Към 600 г. вече са установени седем основни кралства и васални кралства, т.нар хептархия.
Към края на 8 век в земите на Британия започват да нахлуват нови колонизатори от Скандинавия – викингите, основно датчани и норвежци, като през 860-70 г. отделните набези се сливат в мощно датско нахлуване и в рамките на десетина години всички англосаксонски кралства са покорени: Нортъмбрия през 867 г., Източна Англия през 869 г. и почти цяла Мърсия през 874-77 г. Оцелява само кралство Уесекс. Неговият крал Алфред Велики оказва сериозна съпротива и побеждава викингите в битката при Едингтън. Сключен е мирен договор, според който контролът върху Англия е поделен между кралство Есекс и датчаните (т.нар. Danelaw). Крал Алфред укрепва кралството, като създава флот, реорганизира армията, изгражда система от фортификации и създава условия за разцвет на религията, образованието и културата. Наследниците му продължават неговата политика и благодарение на това 10 век е нещо като златен век. С военни победи над викингите: през 913 г. е възвърнато владението над кралство Есекс, а по-късно са присъединени Нортъмбрия и Уелс. По времето на крал Етелред II и сина му Едмънд II обаче настъпва упадък и страната попада за известен период (1016-1042 г.) под властта на датчаните, нахлули начело с Кнут Велики.
По време на владението на Англия от датчаните предпоследният англоскасонски крал Едуард Изповедник расте и се възпитава до зряла възраст а и доста след това в херцогство Нормандия, родината на майка му. Възкачва се на трона през 1042 г. и управлява до началото на 1066 г. Той е набожен и благочестив и основава Уестминстърското абатство, за да разполага с божи храм по-близо до новопостроения Уестминстърски дворец. След смъртта му за крал е коронясан още на следващия ден графът на Есекс Харолд Годуинсън, негов шурей, който предвожда опозицията на норманското влияние. Според някои историци приживе Едуард е обещал английската корона на братовчед си (херцога на Нормандия Гийом II (Уилям) (по-късно крал на Англия под името Уилям I Завоевателя), най-силният феодал по това време във Франция. Щом научава за английската коронация, Уилям организира нахлуване в Англия. През есента англосаксонската армия очаква нашествието на норманите на южния бряг, но от север изведнъж нахлува още един претендент за короната на Англия - крал Харалд Хардрада с норвежките викинги. Раздвоен дали да пази южната граница или да се бие с викингите, крал Харолд прекосява цялата страна и разбива викингите в битката при Стамфорд Бридж, след което бързо се връща на юг.

### Норманска династия
Норманското нашествие започва с инвазията на Англия от Уилям Завоевателя (William the Conqueror), който побеждава английските войски през октомври 1066 г. в Битката при Хейстингс. Крал Харолд е убит на бойното поле. След битката съпротивата, организирана от името на непълнолетния по това време законен наследник на английския престол Едгар Етелинг, продължава известно време, но след като част от англосаксонската аристокрация минава на страната на Уилям и останалите първенци също се отказват от по-нататъшна борба. Именно младият Едгар обаче е начело на делегацията, която посреща Уилям при Бъркамстед и му предлага английската корона
Новият крал Уилям I е коронясан на Коледа, 25 декември 1066 в Уестминстърското абатство. Така се поставя и началото на новата Нормандска династия. Уилям продължава да владее Нормандия и така се създава смесена англонормандска монархия, съчетаваща англосаксонски и франко-нормандски институти и характеризираща се със силна кралска власт и разклонен управленски апарат.
След смъртта на Уилям Завоевателя през 1087 г. според завещанието му властта е поделена между двамата му сина: Робер II управлява Нормандия, а на английския трон се качва Уилям Руфус. Двамата братя не са в добри отношения. През 1100 г. крал Уилям Руфус умира по време на лов и на престола сяда най-малкият брат Хенри. За да заздрави положението си на трона той сключва брак с Едит (Матилда), дъщеря на Малкълм III Шотландски и племенница на Едгар Етелинг, с което се сродява със старата англосаксонска династия Уесекс. Бракът не се харесва на мнозинството барони и Едит решава да смени името си на Матилда, за да я приемат.
Родът на Уилям Завоевателя скоро се пресича: Робер има един син, който загива, Уилям Руфус няма деца, а Уилям Аделин, единствен син на Хенри, също загива през 1120 г. при корабокрушението на Белия кораб. В резултат на това след смъртта на крал Хенри I през 1134 няма нито един мъжки наследник на трона по права линия. Започва период на гражданска война (известен като Анархията), в който един срещу друг се изправят единственото му друго законно дете - императрица Мод и претендентът Стивън (известен и като Етиен дьо Блоа), който е негов племенник и внук на Уилям Завоевателя. Макар и Стивън да побеждава, позициите му са отслабени и не дълго преди да умре той признава за свой наследник сина на Матилда Хенри II, с чиято коронация през 1154 г. започва управлението на династията Плантагенет в Англия.

### Английска революция
Английската революция (наричана още Английска гражданска война или Английска буржоазна революция) е поредица от политически конфликти и въоръжени сблъсъци между привържениците на крал Чарлз I и Парламента, които продължават от 1642 до 1651 г. Революцията завършва с успех на парламентаристите, като в хода на войната крал Чарлз I е екзекутиран, а синът му Чарлз II е изпратен в изгнание. Установява се Английската република (Английска общност) (1649-1653), а след това Протекторатът (1653-1659) – диктатура на Оливър Кромуел.

## Кралство Великобритания
Кралство Великобритания е създадено на 1 май 1707 като политически съюз между Кралство Шотландия и Кралство Англия (което включва Уелс). Договорът за съюз от 1706 на английски: Treaty of Union (ратифициран с Акт за уния през 1707 г.), постановява единно, обединено кралство, обхващащо целия остров Великобритания и заобикалящите го малки острови. Той не включва Ирландия, която остава извън съюза, но е подчинена на новосъздадената британска корона. Новото кралство се подчинява на един парламент и едно правителство, разположени в Уестминстър. Съставните кралства преди това вече имат един и същ монарх (лична уния) от управлението на Джеймс I който през 1603 г. след смъртта на кралица Елизабет I, става едновременно крал на Шотландия и Англия.
На 1 януари 1801 г. кралство Великобритания и кралство Ирландия се обединяват в Обединено кралство Великобритания и Ирландия. По-голямата част от Ирландия напуска съюза през 1922 г. и образува Ирландска свободна държава водейки през 1927 до преименуването Обединено кралство Великобритания и Северна Ирландия, което е името и на днешната държава.